# Riker Hylton
Riker Hylton (ur. 13 grudnia 1988) – jamajski lekkoatleta specjalizujący się w biegach sprinterskich. 
Stawał na podium Caritfta Games. Złoty medalista w biegu rozstawnym z młodzieżowych mistrzostw NACAC (2008). Podczas mistrzostw Ameryki Środkowej i Karaibów w 2011 był czwarty w biegu na 400 metrów oraz zdobył brąz w sztafecie 4 x 400 metrów. Na mistrzostwach świata w Daegu (2011) indywidualnie był czwarty w biegu na 400 metrów, a wraz z partnerami z drużyny zdobył brąz w biegu rozstawnym 4 x 400 metrów. Stawał na podium mistrzostw Jamajki. 
Rekordy życiowe w biegu na 400 metrów: stadion – 45,30 (26 czerwca 2011, Kingston); hala – 46,30 (27 lutego 2011, Fayetteville). 